# Zabihollah Safa

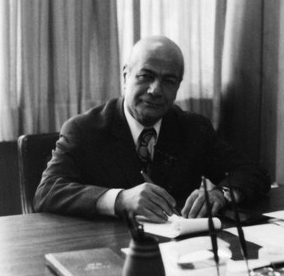
Zabihollah Safa in seinem Büro in Teheran, um 1975

Zabihollah Safa (persisch ذبیح‌ الله صفا, DMG Ẕabīḥollāh-e Ṣafā; * 7. Mai 1911 in Schahmirzad, Iran; † 29. April 1999 in Lübeck) war ein iranischer Literaturwissenschaftler. Er wirkte als Professor der Iranistik an der Universität Teheran. Bedeutung erlangte er durch sein umfassendes Werk zur Geschichte der persischen Literatur, seine Editionen klassischer Texte sowie die Beleuchtung einzelner Aspekte der iranischen Geistes- und Wissenschaftsgeschichte. Er lieferte regelmäßig Beiträge für die Encyclopædia Iranica.

## Ausbildung
Zabihollah Safa besuchte in Babol die Schule, in Teheran das Gymnasium und legte 1933 sein Abitur ab. Sein Studium der Philosophie und Persischen Literatur an der Universität Teheran beendete er 1943 mit der Promotion.

## Beruflicher Werdegang
Danach wurde er 1943 Privatdozent an der Universität Teheran, 1948 wurde er dort zum ordentlichen Professor für Persische Literatur und Literaturgeschichte berufen, 1961/62 war er Gastprofessor in Hamburg, 1963 wurde er Direktor der Abteilung für Persische Literatur an der Universität Teheran bis zu seiner auf eigenen Wunsch erfolgten Emeritierung im Jahre 1968. Außerdem war er Chefredakteur der Zeitschrift Mehr (1937–1941), zusammen mit Parwiz Natel Chanlari Mitherausgeber der Zeitschrift Sokhan (1941–42), Begründer der literarischen Zeitschrift Shabâhang (1942–1946) und Chefredakteur der Zeitschrift für die Fakultät der Literatur an der Universität Teheran (1946–1968).
Daneben hatte er eine Reihe administrativer Tätigkeiten inne. So war er beispielsweise Generalsekretär der Iranischen UNESCO-Kommission (1948–1964), seit 1964 stellvertretender Direktor derselben Kommission, außerdem Mitglied der UNESCO-Kommission bei ihren internationalen Tagungen in Beirut (1948), in Paris (1949), in Florenz (1950), in Paris (1952), in Montevideo (1954) und in Neu-Delhi (1956), sowie Mitglied bei weiteren UNESCO-Versammlungen in Damaskus, Kalkutta, Brüssel, Jakarta und Paris. 1971–1978 war er Generalsekretär des „Ministeriums der Kultur und Künste“ (Wesarat-e Farhang o Honar), 1973 Mitglied des Obersten Rates der Nationalen Fernseh- und Rundfunkanstalten Irans, ständiges Mitglied der Akademie für persische Sprache und Literatur (Farhangestân-e Sabân o Adab-e Fârsi) und administratives Mitglied des iranischen Roten Kreuzes (Shir o Khorshid-e Sorkh – Roter Löwe mit roter Sonne) (1946–1975).

## Wissenschaftliches Schaffen
Das wissenschaftliche Schaffen Safas umfasst den gesamten Bereich der persischen Literatur, aber auch Gebiete iranischer Kultur wie die Mystik, die iranischen Feste  und manches mehr. Hinzu kommen einige Übersetzungen aus dem Französischen.
Wie viele seiner Zeitgenossen im Iran fand er Gefallen an den französischen Romantikern. Aus dieser Zeit stammt die Übersetzung zweier Werke Lamartines. Später widmete er sich der Übersetzung des Werkes Les Kayanides von Arthur Christensen, einem dänischen Gelehrten auf dem Gebiet der Iranistik.
Eine Sammlung seiner eigenen Gedichte mit dem Titel Naš’at-e gâm („Rausch des Bechers“) wurde seit 1976 mehrmals aufgelegt.

## Bedeutung

Zabihollah Safa in Lübeck/Travemünde, 1996

Von den zwei Formen der persischen Dichtung, dem Epischen und dem Lyrischen, lag ihm, zumindest seinem Schaffen nach zu urteilen, die erstere – und hier speziell die Heldendichtung – mehr am Herzen. Sein Buch Hamâse- sarâ’î dar Irân („Geschichte der Heldendichtung in Iran“), das zu seinen ersten wissenschaftlichen Arbeiten gehört, war auf diesem Gebiet bahnbrechend. Dieses Thema, das zuvor von Gelehrten wie J. Mohl, Th. Nöldeke, W. Barthold und H. Taqizade lediglich einführend behandelt worden war, erfuhr erst durch Zabihollah Safa eine ausführliche Untersuchung, die seit dem ersten Erscheinen im Jahre 1945 bis heute nicht übertroffen wurde. Die ersten zwei Kapitel widmet er der Vorgeschichte des persischen Epos; im dritten Kapitel behandelt er ca. fünfzig Werke der persischen Heldendichtung, die er in nationales, historisches und religiöses Epos aufteilt. Darunter nimmt naturgemäß das Schahname den größten Raum ein. Im vierten Kapitel befasst er sich mit dem Inhalt der iranischen Heldendichtung.
Das andere Gebiet, mit dem sich Safa etliche Jahre beschäftigte, ist die Geschichte der persischen Literatur, über die acht Bände (5920 Seiten) erschienen sind.

„Der Begriff adabiât (‚Literatur‘) bedeutet für Safa hier nicht im engeren Sinne allein das Schöngeistige, sondern das gesamte persische Schrifttum. So wuchs diese Literaturgeschichte zu einem wahren Monumentalwerk an. Was die schöngeistige Literatur im besonderen anbelangt, so hat der Autor das Leben und die Werke mancher Dichter beleuchtet, von denen die Iraner zuvor kaum mehr als die Namen kannten.“

## Auszeichnungen
Für seine jahrelangen Dienste im kulturellen Leben des Landes erhielt Zabihollah Safa u. a. folgende Auszeichnungen: den Orden für Wissenschaft erster Klasse vom Kultusministerium im Jahre 1936 (evtl. Datumsfehler), den Orden der Dankbarkeit (Neshân-e Sepâs) erster Klasse im Jahre 1947, die Palmes académiques Rang Commandeur von der französischen Regierung am 11. Februar 1970, den Neshân-e Tâj (Auszeichnung der Krone) 1977,  außerdem den Yarshater lectureship Preis der Roudaki Foundation (Rudaki) (Vancouver, Canada) 1997.

## Schriften

### Persische Literatur
- Hamâse-sarâ’i dar Irân (Geschichte des Heldenepos im Iran), Tehran 1945 (2000)
- Târikh-e Tahawwol-e Nasm-o- Nassr-e Pârsi (Entwicklungsgeschichte der pers. Dichtung und Prosa), 1952 (1331), 8. Aufl. 1974 (1353),
- Âyin’e Sokhan. Dar ma’âni wa bayân  (Über persische Rhetorik und Stilistik), Tehran 1952, 18. Aufl. 1994
- Târikh’e Adabiyyât dar Irân (Geschichte der Literatur im Iran) 8 Bände, Tehran 1953, 16. Aufl. 2001
- Gandj-e Sokhan, (Schatztruhe der Dichtung/der Rede/des Ausdrucks/des Wortes (Lyrik)) 3 Bände, 1370 Seiten, 1960–61, 5. Aufl. 1976 (1355),? Aufl. 1995    Tehran
- Gandjine-je Sokhan, (Kleine Schatztruhe der Rede/des Ausdrucks/des Wortes (Prosa))  6 Bände, 1969 (1348), 3. Aufl. 1974 (1353),?. Aufl. 1983, Tehran
- Gandj va Gandjine (Große und kleine Schatztruhe Lyrik/Prosa) 1993 (1372), (2002)

### Persische Geschichte, Geistes- und Wissenschaftsgeschichte
- Gâh-shomâri wa Djashn-hâ-je Melli –je Irâniân (Zeitrechnung und Nationalfeste der Iranier), 1933–1976 (1312–1355))
- Dânesh-hâ-ye Iunâni dar Shâhanshâhi-ye Sâssâni (Griechische Wissenschaften während der Sassanidenzeit), 1952 (1331) Tehran
- Mazdâ-Parast-i dar Irân-e Ghadim (Die Mazdaverehrung im Alten Iran), 1957 (1336), 3. Aufl. 1978 (1357) (2537)
- Târikh’e olum’e aghli dar tammaddon’e eslâmi tâ awwasâte gharne panjom (Geschichte der Geisteswissenschaften im islam. Iran bis zur Mitte des 5. Jh. (der isl. Zeitr.), Tehran, 1952 (1977)
- Târikh-e Oulum wa Adabiyyât-e Irâni (Geschichte der iran. Wissenschaften und Lehre)
- Moghaddam-e-ï bar Tassâwof, (Einf. i. d. Mystik) 1975 (1354), 4. Aufl. 1976 (1355), Tehran
- Nazar-i beh Târikh-e Hekmat wa Oulum dar Irân (Ein Blick auf die Geschichte der Philosophie und Erkenntnis(wissenschaft) im Iran), 1976 (1355), Tehran
- Âmuseshgâh-hâ wa Âmusesh-hâ dar Irân (Über Lehranstalten und Lehre im Iran), 1975 (1354), Tehran
- Dur-namâ-ï as Farhang-e Irâni wa Assar-e Djahâni-ye Ân, (Globale Spuren pers. Kultur) 1971 (1350), Tehran
- Khollâsseh-ye Târikhe Siyâssi wa Edjtemâï dar Irân, (Kurze Geschichte der Politik und Gesellschaft im Iran) 2. Aufl. 1978 (1357), Tehran
- Siri dar Târikh-e Sabân –hâ wa Adab-e Irâni (Die Auswirkung von Wohlstand auf die pers. Sprach- und Kulturgeschichte), 1976 (1355) Tehran
- Niki-nâmeh (Bericht über die Wohltätigkeitsarbeit im Iran), 1971 (1350), Tehran
- Âyin-e Shâh-han-shâhi-ye Irân (Kaiserliche Zeremonien im Iran), 1967 (1346), Tehran
- Târikh-e Shâhanshâhi-ye Irân wa Maghâm-e Man'awi-e Ân (Geschichte der pers. Kaiser und deren Auswirkungen auf die Ideale ihrer Zeit), 1975 (1354), Tehran
- Shâhanshâh dar Târikh wa Adab-e Irâni (Kaiser in der Geschichte und Kultur der Iraner)

### Editionen und Werke zu spezifischen historischen Persönlichkeiten
- Ayyuqi (Dichter des 5. Jh. isl. Zeitr.): Warqa o Golshâh (Warqa und Gulschah), Edition der im Topkapi-Museum, Istanbul befindlichen Handschrift, m. Einleitung, Glosse u. Anhang. 1. Aufl. 1964 (1343), 2. Aufl. 1983 (1362) (Dieser in Versen geschriebene Roman wurde nach dem Druck [im Iran] von Souren Melikian ins Französische übersetzt (In: Arts Asiatiques Tome XXII. Numéro Spécial. 1970) – Anmerkung Z. Safas in seinem Lebenslauf))
- Djashn-nâmeh-je Ebn-e Sinâ (Festschrift des Ibn Sina), 3 Bände, B. 1: 1952 (1331), B. 2: 1955 (1334), B. 3: 1956 (1335), Teheran
- Yâd-Nâmeh-ye Khadje Nasiraddin [?] Tusi (Gedenkschrift Kh. Tusis), (Kongress Teheran 1957 (1336))
- Diwân-e Abdul-Wâse’ Djebli (Diwan des A. Djebli), 1960 (1339), 2. Aufl. 1977 (1356)
- Dârâb-nâmeh-je Bigâmi (or Firuznâmeh) (Dârâb-nâmeh von Bigami/ Firusnameh), 2 Bände, B. 1: 1960, (1339), B. 2: 1962 (1341) Unesco (beide Bände 2003) – Übersetzung ins Englische
- Diwân-e Saïfu’d-din e Mohammade Farghâni (Diwan des S.M. Farghani, 3 Bände, 1962 (1341), 3. Aufl. 1965 (1344)
- Dârâb-nâmeh-je Tarsusi (Dârâb-nâmeh von des Tarsusi), 2 Bände, B. 1: 1965 (1344), 2. Aufl. 1977 (1356), B. 2: 1967, 2. Aufl. 1977 (1356), Tehran
- Bakhtiârnâmeh, (Buch der Bachtiari), 1966 (1345)
- Ahwâl wa Assâr-e Abu Reihân-e Biruni (Leben und Werk des al-Bīrūnī), 1973 (1352), Tehran
- Dalirân-e Djânbâs (Daliran-i Janbaz), 1976 (1355), Tehran, (467 Seiten)
- Bahrâm-e Tshubin  (Bahram Tschobin)
- Rostam wa Esfandiyar, (Rostam und Esfandiar – Helden des Shâhnâmeh), 13. Aufl. 1977 (2536)
- Tshâhar Maghâleh (Vier Aufsätze/Abhandlungen)
- Hakim-e Fârâb, (al-Farabi – Farab (EIr)) 1974 (1353), Tehran

### Auf Französisch herausgegebene Werke
- Le livre du Millénaire d’Avicenne, 1953 (1332)
- Anthologie de la poésie persane, Paris, Gallimard Unesco, 1964 (2003)
- Un aperçu sur l’évolution de la pensée à travers la poésie persane, 1969 (1348), Tehran
- al-Biruni, ses oeuvres et ses pensées, 1973 (1352), Teheran
- Djalal al-Din Maulawi, [Moulawi/Molavi/Rumi] grand penseur et poète persan 1974 (1353), Tehran
- La prose rythmique persane (Asiathèque, 1976)
- Comparaison des origines et des sources des deux contes persans: Leyli et Madjnoun de Nizâmi et Varqah et Golchâh de Ayouqi, Accademia Nazionale die Lincei, Roma, 1977

### Übersetzungen ins Persische
- Marg-e Soghrât, (La mort de Socrate, Lamartine) 1935 (1314), 3. Aufl. 1968 (1347), Tehran
- Râfâël, (Raphael, Lamartine) 1938 (1317), 5. Aufl. 1978 (1357), Tehran
- Leibniz, Mehr, 2. Aufl. 1949 (1328)
- Kayâniân, 1957 (1336), 4. Aufl. 1976 (1355), (Übersetzung des Werkes Les Kayanides des dänischen Gelehrten Arthur Christensen)

### Eigene Dichtung
- Nas’at-e Djâm (Rausch des Bechers), 1976 (1355) (2535), Teheran

## Zitate über Zabihollah Safa
- “The most outstanding historian of Persian literature” (BBC Persian 11/11/1999)
- “One of the most eminent and productive Persian scholars of our time and a Consulting Editor and regular contributor to the Encyclopaedia Iranica” (Newsletter of the Center for Iranian Studies. Melac, Vol 11, No 1, Columbia University, New York, Spring 1999)
- “An Eternal Name in the History of Persian Literature” (Yarshater Lectureship Preis Signatur, Vancouver, Canada 1997)